# Ofir Davidzada
Ofir Davidzada (hebr. אופיר דוידזאדה, ur. 5 maja 1991 w Beer Szewie) – izraelski piłkarz grający na pozycji lewego obrońcy. Od 2017 jest zawodnikiem klubu Maccabi Tel Awiw, do którego jest wypożyczony z KAA Gent.

## Kariera klubowa
Swoją karierę piłkarską Davidzada rozpoczął w klubie Hapoel Beer Szewa. W 2009 roku awansował do kadry pierwszego zespołu. 6 lutego 2010 zadebiutował w lidze izraelskiej w przegranym 1:4 wyjazdowym meczu z Maccabi Hajfa. W sezonie 2010/2011 stał się podstawowym zawodnikiem Hapoelu. W sezonie 2012/2013 dotarł z Hapoelem do finału Pucharu Ligi (Hapoel przegrał w nim 0:1 z Hapoelem Hajfa). Z kolei w sezonie 2013/2014 wywalczył z Hapoelem wicemistrzostwo Izraela. W sezonie 2015/2016 został mistrzem kraju.
Latem 2016 Davidzada przeszedł do KAA Gent. Zadebiutował w nim 11 września 2016 w wygranym 3:0 domowym meczu z KSC Lokeren.
W 2017 roku Davidzada został wypożyczony do Maccabi Tel Awiw. Swój debiut w nim zaliczył 20 sierpnia 2017 w przegranym 0:3 domowym meczu z Beitarem Jerozolima.
| Sezon   | Klub              | Kraj   | Rozgrywki     | Mecze | Bramki |
| ------- | ----------------- | ------ | ------------- | ----- | ------ |
| 2009/10 | Hapoel Beer Szewa | Izrael | Ligat ha’Al   | 11    | 0      |
| 2010/11 | Hapoel Beer Szewa | Izrael | Ligat ha’Al   | 30    | 0      |
| 2011/12 | Hapoel Beer Szewa | Izrael | Ligat ha’Al   | 35    | 1      |
| 2012/13 | Hapoel Beer Szewa | Izrael | Ligat ha’Al   | 31    | 1      |
| 2013/14 | Hapoel Beer Szewa | Izrael | Ligat ha’Al   | 17    | 0      |
| 2014/15 | Hapoel Beer Szewa | Izrael | Ligat ha’Al   | 32    | 0      |
| 2015/16 | Hapoel Beer Szewa | Izrael | Ligat ha’Al   | 29    | 0      |
| 2016/17 | KAA Gent          | Belgia | Eerste klasse | 3     | 0      |
| 2017/18 | Maccabi Tel Awiw  | Izrael | Ligat ha’Al   |       |        |

## Kariera reprezentacyjna
W 2013 roku Davidzada wystąpił z reprezentacją Izraela U-21 na Mistrzostwach Świata U-21. W dorosłej reprezentacji zadebiutował 7 września 2013 roku w zremisowanym 1:1 meczu eliminacji do MŚ 2014 z Azerbejdżanem, rozegranym w Ramat Gan.